# Communauté de communes de l'Argonne Ardennaise
La communauté de communes de l'Argonne Ardennaise (2C2A) est une communauté de communes française, située dans le département des Ardennes et la région Grand Est.

## Historique
L'intercommunalité est créée par un arrêté préfectoral du 31 décembre 1997.
Le 1er janvier 2016, la commune nouvelle de Grandpré regroupe les anciennes communes de Grandpré et de Termes et celle de Bairon et ses environs, les communes des Alleux, du Chesne et de Louvergny.
Le 1er juin 2016, la commune nouvelle de Vouziers regroupe les anciennes communes de Vouziers, de Terron-sur-Aisne et de Vrizy.
Le 1er janvier 2025, la commune de Tannay fusionne avec celle du Mont-Dieu, membre de la communauté de communes des Portes du Luxembourg, pour constituer la commune nouvelle de Tannay-le-Mont-Dieu.

## Territoire communautaire

### Géographie
Comme son nom le suggère, le territoire intercommunal est situé au sud-est du département des Ardennes, limitrophe de ceux de la Marne et de la Meuse, à proximité de la Belgique et du Luxembourg et  dans la région de Argonne, un important massif forestier. C'est l’une des plus grandes communautés de communes de France par son nombre de communes et par sa superficie (1 200 km²). Il s'agit d'un territoire principalement rural marqué par l’exploitation forestière, l’artisanat et le commerce, mais également par la présence d'industries de pointe. Le tourisme et l’environnement constituent les principales pistes de développement du territoire.
Il est structuré par six bourgs centres : Buzancy, Le Chesne, Grandpré, Machault, Monthois et Vouziers.

### Composition
Elle est composée des 95 communes suivantes :

| Nom                             | Code Insee | Gentilé                       | Superficie (km2) | Population (dernière pop. légale) | Densité (hab./km2) |
| ------------------------------- | ---------- | ----------------------------- | ---------------- | --------------------------------- | ------------------ |
| Vouziers (siège)                | 08490      | Vouzinois                     | 42,48            | 3 862 (2022)                      | 91                 |
| Apremont                        | 08017      | Apremontais                   | 12,86            | 120 (2022)                        | 9,3                |
| Ardeuil-et-Montfauxelles        | 08018      | Ardeuillais                   | 4,28             | 79 (2022)                         | 18                 |
| Aure                            | 08031      |                               | 12,72            | 38 (2022)                         | 3                  |
| Authe                           | 08033      | Authois                       | 9,47             | 93 (2022)                         | 9,8                |
| Autruche                        | 08035      | Autruchiens                   | 8,24             | 50 (2022)                         | 6,1                |
| Autry                           | 08036      | Autryens                      | 16,34            | 95 (2022)                         | 5,8                |
| Bairon et ses environs          | 08116      |                               | 44,86            | 1 030 (2022)                      | 23                 |
| Ballay                          | 08045      | Ballayriots                   | 10,46            | 245 (2022)                        | 23                 |
| Bar-lès-Buzancy                 | 08049      |                               | 9,4              | 120 (2022)                        | 13                 |
| Bayonville                      | 08052      | Bayonvillois                  | 16,19            | 68 (2022)                         | 4,2                |
| Beffu-et-le-Morthomme           | 08056      |                               | 5,49             | 39 (2022)                         | 7,1                |
| Belleville-et-Châtillon-sur-Bar | 08057      | Bellevillais et Chatillonnais | 21,21            | 241 (2022)                        | 11                 |
| Belval-Bois-des-Dames           | 08059      |                               | 17,22            | 27 (2022)                         | 1,6                |
| La Berlière                     | 08061      |                               | 10,54            | 37 (2022)                         | 3,5                |
| Bouconville                     | 08074      | Bouconvillois                 | 15,21            | 57 (2022)                         | 3,7                |
| Boult-aux-Bois                  | 08075      |                               | 15,2             | 151 (2022)                        | 9,9                |
| Bourcq                          | 08077      |                               | 9,85             | 51 (2022)                         | 5,2                |
| Brécy-Brières                   | 08082      | Brécy-Brièrois                | 8,68             | 76 (2022)                         | 8,8                |
| Brieulles-sur-Bar               | 08085      | Brieullois                    | 13,23            | 224 (2022)                        | 17                 |
| Briquenay                       | 08086      | Briquenaytois                 | 14,5             | 89 (2022)                         | 6,1                |
| Buzancy                         | 08089      | Buzancéens                    | 22,67            | 381 (2022)                        | 17                 |
| Cauroy                          | 08092      |                               | 17,46            | 187 (2022)                        | 11                 |
| Challerange                     | 08097      | Challerangeois                | 11,13            | 423 (2022)                        | 38                 |
| Champigneulle                   | 08098      |                               | 7,73             | 53 (2022)                         | 6,9                |
| Chardeny                        | 08104      | Cardoniciens                  | 5,02             | 57 (2022)                         | 11                 |
| Chatel-Chéhéry                  | 08109      |                               | 16,08            | 129 (2022)                        | 8                  |
| Chevières                       | 08120      |                               | 6,17             | 46 (2022)                         | 7,5                |
| Condé-lès-Autry                 | 08128      |                               | 7,97             | 64 (2022)                         | 8                  |
| Contreuve                       | 08130      |                               | 11,02            | 85 (2022)                         | 7,7                |
| Cornay                          | 08131      |                               | 10,94            | 67 (2022)                         | 6,1                |
| La Croix-aux-Bois               | 08135      |                               | 5,77             | 160 (2022)                        | 28                 |
| Dricourt                        | 08147      | Dricourtois                   | 7,12             | 71 (2022)                         | 10                 |
| Exermont                        | 08161      |                               | 18,29            | 33 (2022)                         | 1,8                |
| Falaise                         | 08164      | Falaisiens                    | 9,52             | 342 (2022)                        | 36                 |
| Fléville                        | 08171      | Flévillois                    | 7,89             | 93 (2022)                         | 12                 |
| Fossé                           | 08176      | Fosséens                      | 8,94             | 61 (2022)                         | 6,8                |
| Germont                         | 08186      | Germounats                    | 4,77             | 51 (2022)                         | 11                 |
| Les Grandes-Armoises            | 08019      | Cabrets                       | 4,47             | 54 (2022)                         | 12                 |
| Grandham                        | 08197      | Grand'hamiens                 | 5,91             | 36 (2022)                         | 6,1                |
| Grandpré                        | 08198      | Grandpréens                   | 42,54            | 506 (2022)                        | 12                 |
| Grivy-Loisy                     | 08200      |                               | 11,56            | 183 (2022)                        | 16                 |
| Harricourt                      | 08215      | Harricourtois                 | 7,87             | 45 (2022)                         | 5,7                |
| Hauviné                         | 08220      | Hauvinois                     | 14,55            | 320 (2022)                        | 22                 |
| Imécourt                        | 08233      |                               | 8,42             | 43 (2022)                         | 5,1                |
| Lançon                          | 08245      | Lançonnais                    | 8,24             | 31 (2022)                         | 3,8                |
| Landres-et-Saint-Georges        | 08246      |                               | 20,43            | 68 (2022)                         | 3,3                |
| Leffincourt                     | 08250      | Leffincourtois                | 18,02            | 189 (2022)                        | 10                 |
| Liry                            | 08256      |                               | 12,69            | 89 (2022)                         | 7                  |
| Longwé                          | 08259      | Longwétards                   | 10,78            | 66 (2022)                         | 6,1                |
| Machault                        | 08264      | Machauliens                   | 16,58            | 492 (2022)                        | 30                 |
| Manre                           | 08271      |                               | 18,5             | 105 (2022)                        | 5,7                |
| Marcq                           | 08274      | Marcquois                     | 10,61            | 89 (2022)                         | 8,4                |
| Mars-sous-Bourcq                | 08279      | Martiens                      | 4,73             | 62 (2022)                         | 13                 |
| Marvaux-Vieux                   | 08280      |                               | 11,61            | 70 (2022)                         | 6                  |
| Mont-Saint-Martin               | 08308      |                               | 13,95            | 88 (2022)                         | 6,3                |
| Mont-Saint-Remy                 | 08309      |                               | 7,55             | 53 (2022)                         | 7                  |
| Montcheutin                     | 08296      | Montcheutinois                | 9,64             | 111 (2022)                        | 12                 |
| Montgon                         | 08301      | Montgonnais                   | 8,2              | 71 (2022)                         | 8,7                |
| Monthois                        | 08303      | Monthoisiens                  | 11,98            | 396 (2022)                        | 33                 |
| Mouron                          | 08310      | Mouronnais                    | 6,4              | 74 (2022)                         | 12                 |
| Noirval                         | 08325      | Noirvalais                    | 5                | 24 (2022)                         | 4,8                |
| Nouart                          | 08326      |                               | 17,73            | 110 (2022)                        | 6,2                |
| Oches                           | 08332      |                               | 6,76             | 34 (2022)                         | 5                  |
| Olizy-Primat                    | 08333      | Oliziens                      | 21,35            | 224 (2022)                        | 10                 |
| Pauvres                         | 08338      |                               | 12,64            | 198 (2022)                        | 16                 |
| Les Petites-Armoises            | 08020      |                               | 4,37             | 59 (2022)                         | 14                 |
| Quatre-Champs                   | 08350      |                               | 11,51            | 244 (2022)                        | 21                 |
| Quilly                          | 08351      | Quillerons                    | 5,49             | 66 (2022)                         | 12                 |
| Saint-Clément-à-Arnes           | 08378      |                               | 10,13            | 109 (2022)                        | 11                 |
| Saint-Étienne-à-Arnes           | 08379      | Stéphanois                    | 29,56            | 245 (2022)                        | 8,3                |
| Saint-Juvin                     | 08383      | Saint-Juvinois                | 9,4              | 100 (2022)                        | 11                 |
| Saint-Morel                     | 08392      | Saint-Morellois               | 12,04            | 181 (2022)                        | 15                 |
| Saint-Pierre-à-Arnes            | 08393      | Saint-Pierrais-à-Arne         | 8,41             | 66 (2022)                         | 7,8                |
| Saint-Pierremont                | 08394      |                               | 19,77            | 71 (2022)                         | 3,6                |
| Sainte-Marie                    | 08390      |                               | 5,57             | 78 (2022)                         | 14                 |
| Sauville                        | 08405      | Sauvillois                    | 14,76            | 240 (2022)                        | 16                 |
| Savigny-sur-Aisne               | 08406      | Savigniens                    | 10,41            | 350 (2022)                        | 34                 |
| Séchault                        | 08407      | Séchaultois                   | 10,86            | 60 (2022)                         | 5,5                |
| Semide                          | 08410      | Semidas                       | 37,04            | 173 (2022)                        | 4,7                |
| Senuc                           | 08412      | Senucquois                    | 13,58            | 152 (2022)                        | 11                 |
| Sommauthe                       | 08424      | Sommauthois                   | 9,78             | 131 (2022)                        | 13                 |
| Sommerance                      | 08425      |                               | 5,18             | 48 (2022)                         | 9,3                |
| Sugny                           | 08431      | Sugnysiens                    | 6,11             | 94 (2022)                         | 15                 |
| Sy                              | 08434      | Sygois                        | 7,97             | 56 (2022)                         | 7                  |
| Tailly                          | 08437      | Tailliciens                   | 39,31            | 179 (2022)                        | 4,6                |
| Tannay-le-Mont-Dieu             | 08439      |                               | 32,76            | 162 (2022)                        | 4,9                |
| Thénorgues                      | 08446      | Thénorguais                   | 9,25             | 85 (2022)                         | 9,2                |
| Toges                           | 08453      | Togeards                      | 3,44             | 95 (2022)                         | 28                 |
| Tourcelles-Chaumont             | 08455      |                               | 4,81             | 87 (2022)                         | 18                 |
| Vandy                           | 08461      | Vandéens                      | 11,11            | 200 (2022)                        | 18                 |
| Vaux-en-Dieulet                 | 08463      | Valois                        | 11,03            | 54 (2022)                         | 4,9                |
| Vaux-lès-Mouron                 | 08464      | Vauriens                      | 2,1              | 78 (2022)                         | 37                 |
| Verpel                          | 08470      |                               | 15,25            | 64 (2022)                         | 4,2                |
| Verrières                       | 08471      | Verriérois                    | 6,36             | 33 (2022)                         | 5,2                |

### Démographie
| 1968   | 1975   | 1982   | 1990   | 1999   | 2010   | 2015   | 2022   |
| ------ | ------ | ------ | ------ | ------ | ------ | ------ | ------ |
| 22 602 | 20 886 | 19 636 | 18 878 | 18 220 | 18 027 | 17 486 | 16 486 |

## Organisation

### Siège
Le siège de la communauté de communes est situé 44-46 rue du Chemin Salé, 08400 Vouziers.

### Élus
La communauté de communes est administrée par son conseil communautaire qui se compose de 122 conseillers pour la mandature 2020-2026, élus pour une durée de six ans.
Ils sont répartis comme suit :
| Nombre de conseillers | Communes                        |
| --------------------- | ------------------------------- |
| 21                    | Vouziers                        |
| 5                     | Bairon et ses environs          |
| 2                     | Challerange, Grandpré, Machault |
| 1 (+1 suppléant)      | les 90 autres communes          |

### Présidence
Au terme des élections municipales de 2020 dans les Ardennes, le conseil communautaire renouvelé a élu le 17 juillet 2020 son nouveau président, Benoît Singlit, maire de la commune nouvelle de Bairon et ses environs, ainsi que ses vice-présidents : 
1. Yann Dugard, maire de Vouziers, chargé de l’urbanisme et de l’habitat ;
2. Christophe Manceaux, maire de Leffincourt, chargé de l’agriculture, ainsi que de la gouvernance et de la communication ;
3. Vincent Fleury, maire de Monthois, chargé des finances, du suivi des grands équipements et des travaux ;
4. Pierre Laurent-Cauvet, maire de Champigneulle, chargé du commerce, de l’industrie et de l’artisanat ;
5. Désiré Nanji, maire de Buzancy, chargé des services à la population ;
6. Danielle Andrey, maire de Montgon, chargée de l’environnement et du développement touristique ;
7. Roland Canivenq, maire de Toges, chargé du sport et de la culture.

De manière à assurer une représentation équilibrée du territoire communautaire, le bureau de l'intercommunalité est composé pour la mandature 2020-2026 de : 
- 2 représentants pour le bassin de vie de Buzancy,
- 1 représentant pour le bassin de vie du Chesne,
- 2 représentants pour le bassin de vie de Grandpré,
- 2 représentants pour le bassin de vie de Machault,
- 2 représentants pour le bassin de vie de Monthois,
- 2 représentants pour le bassin de vie de Vouziers (hors la commune de Vouziers),
- 5 représentants pour la ville de Vouziers,

soit  24 membres (incluant le président, les vice-présidents et donc 16 autres membres).
| Période         | Période         | Identité         | Étiquette | Qualité                                                                                |
| --------------- | --------------- | ---------------- | --------- | -------------------------------------------------------------------------------------- |
| février 1998    | juin 2004       | Patrice Groff    | UMP       | Infirmier Maire de Monthois (2001 → 2009) Conseiller général de Monthois (1992 → 2009) |
| 2004            | 2008            | Daniel Servais   |           | Maire d'Olizy-Primat (2001 → 2008)                                                     |
| 2008            | 17 juillet 2020 | Francis Signoret | LR        | Maire de Grandpré (2008 → )                                                            |
| 17 juillet 2020 | En cours        | Benoît Singlit   |           | Maire de Bairon et ses environs                                                        |

### Compétences
L'intercommunalité exerce les compétences qui lui ont été transférées par les communes membres, dans les conditions déterminées par le code général des collectivités territoriales. Il s'agit de : 
- Aménagement de l’espace communautaire : schéma de cohérence territoriale (SCoT), plan local d’urbanisme (PLU) et autres documents d'urbanisme ;
- Développement économique :  zones d’activité  ; politique locale du commerce et soutien aux activités commerciales d’intérêt communautaire; promotion du tourisme dont la création d’offices de tourisme.
- Gestion des milieux aquatiques et prévention des inondations (GEMAPI) ;
- Aires d’accueil des gens du voyage et des terrains familiaux locatifs ;
- Collecte et traitement des déchets des ménages et déchets assimilés ;
- Protection et mise en valeur de l’environnement, le cas échéant dans le cadre de schémas départementaux et soutien aux actions de maîtrise de la demande d’énergie ;
- Politique du logement et du cadre de vie ;
- Équipements culturels et sportifs d’intérêt communautaire et d’équipements de l’enseignement pré élémentaire et élémentaire d’intérêt communautaire ;
- Action sociale d’intérêt communautaire ;.
- Voirie ;
- maisons de services au public ;
- Équipements scientifiques : Création, accueil, gestion, animation, soutien et promotion d’actions, d’équipements et d’activités scientifiques dont le rayonnement aura une portée à l’échelle du territoire.
- Actions de développement des loisirs et de soutien à des activités associatives ayant un rayonnement sur le secteur de la communauté de communes : activités associatives culturelles, sportives, sociales, économiques et environnementales dont le rayonnement aura une portée à l’échelle du territoire ;  soutien matériel et humain à des associations culturelles, sportives, sociales et environnementales dont le siège social est situé sur une commune membre de la communauté de communes et dont le rayonnement aura une portée à l’échelle du territoire ;
- Communications électroniques ;
- Conseil intercommunal de sécurité et prévention de la délinquance ;
- Actions de développement touristique : pôle Nature dont le Parc Argonne Découverte/Nocturnia ; sentiers d’interprétation et de randonnées ; Assistance aux porteurs de projets privés et publics dans l’élaboration des dossiers techniques et administratifs d’équipements touristiques ;
- Contrat local de santé et  maisons de santé pluridisciplinaires.
- Infrastructures de charge nécessaires à l’usage des véhicules électriques ou hybrides rechargeables.

### Régime fiscal et budget
La communauté de communes est un établissement public de coopération intercommunale à fiscalité propre.
Afin de financer l'exercice de ses compétences, l'intercommunalité perçoit la fiscalité professionnelle unique (FPU) – qui a succédé à la taxe professionnelle unique (TPU) – et assure une péréquation de ressources entre les communes résidentielles et celles dotées de zones d'activité.
Elle ne reverse pas de dotation de solidarité communautaire (DSC) à ses communes membres.

## Projets et réalisations
Conformément aux dispositions légales, une communauté de communes a pour objet d'associer des « communes au sein d'un espace de solidarité, en vue de l'élaboration d'un projet commun de développement et d'aménagement de l'espace ».